# Stay (The Kid Laroi e Justin Bieber)
Stay è un singolo del rapper australiano The Kid Laroi e del cantante canadese Justin Bieber, pubblicato il 9 luglio 2021 come primo estratto dalla seconda ristampa del primo mixtape di The Kid Laroi F*ck Love 3: Over You.

## Antefatti
Il 16 giugno 2021 The Kid Laroi e Justin Bieber hanno accennato a una seconda collaborazione, in seguito alla traccia Unstable contenuta nell'album in studio di Bieber Justice. In vista della sua uscita, i due artisti hanno entrambi anticipato il pezzo sui social media più volte. Laroi aveva precedentemente affermato che Ron Perry, il CEO della Columbia Records, non avrebbe reso disponibile la traccia, quindi il rapper ha chiesto ai suoi fan di inviare ripetutamente spam a Ron Perry su Instagram, sperando che gli avrebbe fatto cambiare idea. Laroi ha inoltre postato una sua foto a una partita di basket su Instagram il 27 giugno 2021, nella quale teneva in mano un pezzo di carta con scritto il titolo del brano e la relativa data di pubblicazione. Il 5 luglio 2021, The Kid Laroi ha pubblicato su YouTube un trailer della canzone, nel quale si vedevano alcuni secondi del video del brano e si sentiva uno snippet di Stay.

## Descrizione
Stay, descritto dalla critica specializzata come un brano new wave, pop punk, pop rap, pop rock e synth pop, è stato paragonato a Die for You e Somebody di Justin Bieber da Justin Curto di Vulture.

## Video musicale
Il video musicale, diretto da Colin Tilley, è stato reso disponibile attraverso il canale YouTube di The Kid Laroi il 9 luglio 2021.

## Tracce
Testi e musiche di Charlton Howard, Justin Bieber, Blake Slatkin, Charlie Puth, Isaac DeBoni, Magnus Høiberg, Michael Mule, Omer Fedi e Subhaan Rahmaan.
1. Stay – 2:21

## Formazione
Musicisti
- The Kid Laroi – voce
- Justin Bieber – voce
- Blake Slatkin – basso, chitarra, tastiera, programmazione
- Omer Fedi – basso, chitarra, tastiera, programmazione
- Cashmere Cat – tastiera, programmazione
- Charlie Puth – tastiera, programmazione

Produzione
- Blake Slatkin – produzione
- Cashmere Cat – produzione
- Charlie Puth – produzione
- Omer Fedi – produzione
- Josh Gudwin – produzione vocale, registrazione
- Heidi Wang – ingegneria del suono
- John Hanes – ingegneria del suono
- Chris Athens – mastering
- Șerban Ghenea – missaggio
- Elijah Marrett-Hitch – registrazione

## Successo commerciale
Secondo l'International Federation of the Phonographic Industry Stay è risultato il 2º brano più venduto a livello globale nel corso del 2021 con un totale di 2,07 miliardi di stream equivalenti accumulati. È inoltre il brano di un duo o gruppo più ascoltato di sempre su Spotify, dopo aver superato i 2,9 miliardi di stream.
Con il proprio debutto in vetta alla ARIA Singles Chart nella settimana del 19 luglio 2021, è divenuta la seconda numero uno per The Kid Laroi dopo Without You e la quinta per Justin Bieber. Ha mantenuto la prima posizione per diciassette settimane non consecutive, divenendo il secondo brano con più settimane al numero uno in Australia dopo Dance Monkey di Tones and I. Medesima sorte in Nuova Zelanda, dove è divenuta la prima numero uno di The Kid Laroi e l'undicesima di Bieber.
Nella Official Singles Chart britannica il pezzo ha debuttato alla 5ª posizione nella pubblicazione del 16 luglio 2021, diventando la seconda top ten di The Kid Laroi e la ventisettesima di Bieber. È salito di tre posti la settimana seguente, bloccato da Bad Habits di Ed Sheeran, eguagliando in questo modo Without You come miglior posizionamento di Laroi nella hit parade britannica.
Stay ha debuttato al 3º posto della Billboard Hot 100 con 34,7 milioni di stream, 12,9 milioni di audience via radio e 12 000 vendite digitali, divenendo la terza top ten di Kid Laroi e la 24ª di Bieber. Nella sua quarta settimana ha raggiunto la vetta con ulteriori 31,9 milioni di radioascoltatori, 30,9 milioni di stream e 14 000 download digitali, segnando la prima numero uno per Laroi che è così diventato il primo artista australiano solista a riuscire nell'impresa da Rick Springfield che arrivò primo con Jessie's Girl nell'agosto 1981. È inoltre diventata l'ottava numero uno per Bieber, che ha così eguagliato Drake come artista canadese con più singoli al numero uno nella Hot 100 statunitense. Con sette settimane di permanenza al numero uno, è divenuto il singolo di Bieber più longevo al vertice della classifica, dietro il remix di Despacito di Luis Fonsi del 2017.

## Classifiche

### Classifiche settimanali
| Classifica (2021-25)  | Posizione massima |
| --------------------- | ----------------- |
| Argentina             | 35                |
| Australia             | 1                 |
| Austria               | 1                 |
| Belgio (Fiandre)      | 1                 |
| Belgio (Vallonia)     | 1                 |
| Bielorussia           | 28                |
| Bulgaria              | 3                 |
| Canada                | 1                 |
| Colombia              | 16                |
| Corea del Sud         | 1                 |
| Costa Rica            | 9                 |
| Croazia               | 6                 |
| Danimarca             | 1                 |
| El Salvador           | 1                 |
| Filippine             | 15                |
| Finlandia             | 1                 |
| Francia               | 3                 |
| Germania              | 1                 |
| Giappone              | 11                |
| Grecia                | 2                 |
| Hong Kong             | 18                |
| India                 | 1                 |
| Indonesia             | 18                |
| Irlanda               | 2                 |
| Islanda               | 1                 |
| Italia                | 3                 |
| Kazakistan            | 93                |
| Libano                | 2                 |
| Lituania              | 2                 |
| Lussemburgo           | 10                |
| Messico               | 8                 |
| Norvegia              | 1                 |
| Nuova Zelanda         | 1                 |
| Paesi Bassi           | 1                 |
| Panama                | 5                 |
| Paraguay              | 105               |
| Perù                  | 7                 |
| Polonia               | 1                 |
| Portogallo            | 3                 |
| Regno Unito           | 2                 |
| Repubblica Ceca       | 1                 |
| Repubblica Dominicana | 20                |
| Romania               | 2                 |
| Russia                | 2                 |
| Singapore             | 1                 |
| Slovacchia            | 1                 |
| Spagna                | 11                |
| Stati Uniti           | 1                 |
| Sudafrica             | 2                 |
| Svezia                | 1                 |
| Svizzera              | 2                 |
| Taiwan                | 6                 |
| Ucraina               | 28                |
| Ungheria              | 1                 |
| Vietnam               | 9                 |

### Classifiche di fine anno
| Classifica (2021) | Posizione |
| ----------------- | --------- |
| Australia         | 2         |
| Austria           | 3         |
| Belgio (Fiandre)  | 7         |
| Belgio (Vallonia) | 6         |
| Brasile           | 119       |
| Canada            | 10        |
| Corea del Sud     | 21        |
| Croazia           | 58        |
| Danimarca         | 5         |
| Finlandia         | 9         |
| Francia           | 17        |
| Germania          | 6         |
| India             | 2         |
| Irlanda           | 7         |
| Islanda           | 6         |
| Italia            | 24        |
| Norvegia          | 3         |
| Nuova Zelanda     | 8         |
| Paesi Bassi       | 2         |
| Polonia           | 26        |
| Portogallo        | 14        |
| Regno Unito       | 7         |
| Russia            | 33        |
| Spagna            | 61        |
| Stati Uniti       | 12        |
| Svezia            | 7         |
| Svizzera          | 12        |
| Ungheria          | 8         |
| Classifica (2022) | Posizione |
| Australia         | 3         |
| Austria           | 15        |
| Belgio (Fiandre)  | 21        |
| Brasile           | 123       |
| Canada            | 5         |
| Corea del Sud     | 14        |
| Danimarca         | 17        |
| Francia           | 49        |
| Germania          | 16        |
| India             | 3         |
| Islanda           | 8         |
| Italia            | 66        |
| Lituania          | 24        |
| Norvegia          | 33        |
| Nuova Zelanda     | 10        |
| Paesi Bassi       | 69        |
| Regno Unito       | 30        |
| Russia            | 17        |
| Stati Uniti       | 3         |
| Svezia            | 30        |
| Svizzera          | 19        |
| Ucraina           | 178       |
| Ungheria          | 43        |
| Vietnam           | 31        |
| Classifica (2023) | Posizione |
| Australia         | 36        |
| Bielorussia       | 90        |
| Corea del Sud     | 33        |
| Francia           | 194       |
| India             | 10        |
| Portogallo        | 175       |
| Russia            | 135       |
| Classifica (2024) | Posizione |
| Australia         | 96        |
| Bielorussia       | 104       |
| Corea del Sud     | 106       |

### Classifiche di fine decennio
| Classifica (2020-29) | Posizione |
| -------------------- | --------- |
| Bielorussia          | 7         |
| Russia               | 15        |

### Classifiche di fine secolo
| Classifica (2000-2024) | Posizione |
| ---------------------- | --------- |
| Stati Uniti            | 3         |

## Date di pubblicazione
| Paese                 | Data           | Formato                      | Nota    |
| --------------------- | -------------- | ---------------------------- | ------- |
| Mondo                 | 9 luglio 2021  | Download digitale, streaming | [ 135 ] |
| Italia                | 9 luglio 2021  | Contemporary hit radio       | [ 136 ] |
| Regno Unito           | 16 luglio 2021 | Contemporary hit radio       | [ 137 ] |
| Stati Uniti d'America | 20 luglio 2021 | Contemporary hit radio       | [ 138 ] |
| Stati Uniti d'America | 10 agosto 2021 | Rhythmic contemporary        | [ 139 ] |